# High dynamic range

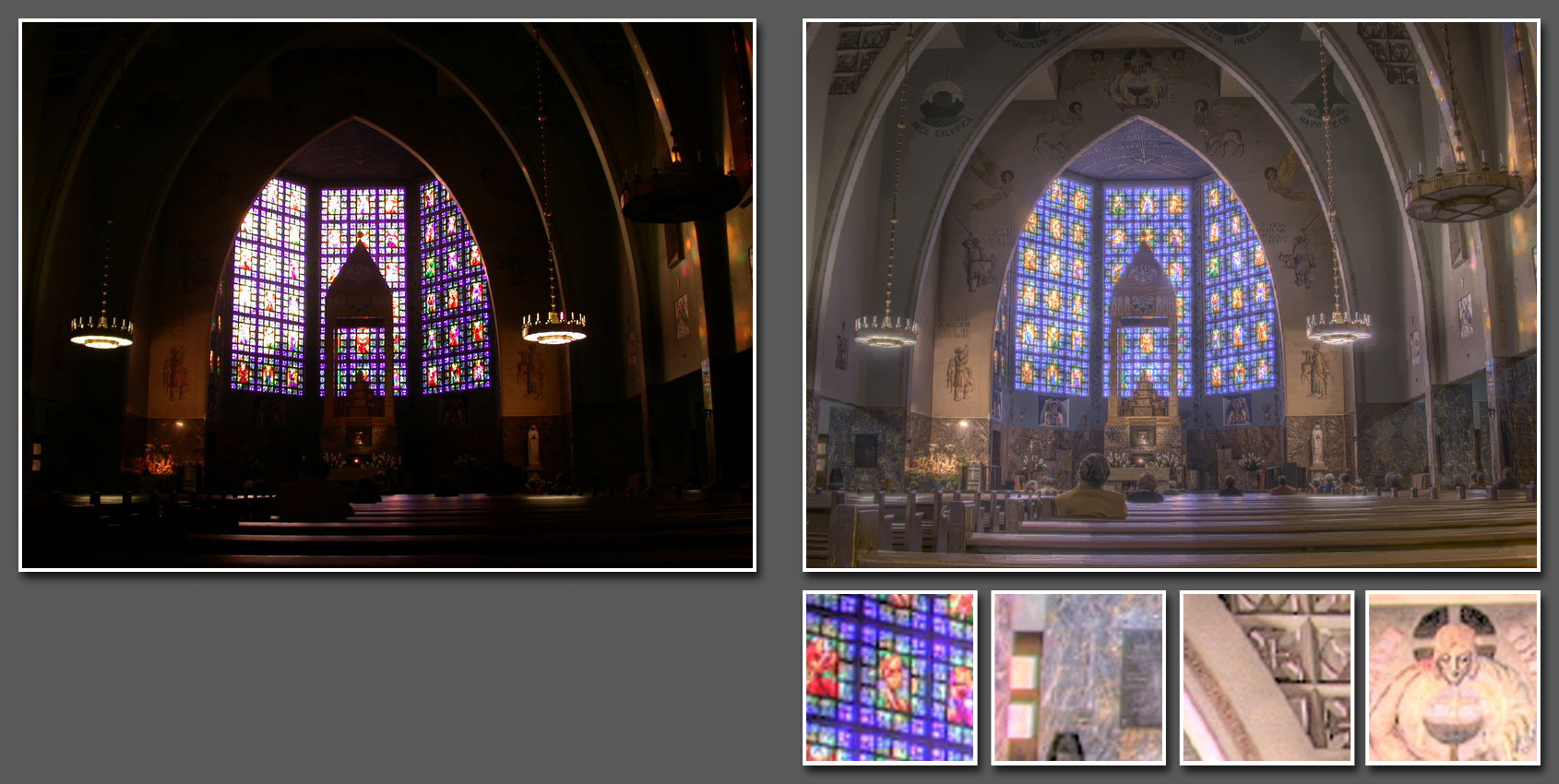
Vergelijking tussen een gewone opname (links) en een HDR-afbeelding met tonemapping (rechts).

High dynamic range (HDR) duidt op beelden met een hoog dynamisch bereik (zowel zeer donkere delen als zeer heldere delen worden goed weergegeven). Soms wordt hiervoor ook de term high dynamic range imaging (HDRI) gebruikt.
Met behulp van tone mapping-technieken kan het contrast worden verminderd om zo de weergave van HDR-afbeeldingen mogelijk te kunnen maken op apparaten met een kleiner dynamisch bereik als afdrukken, CRT- of lcd-monitoren. Ook kunnen met behulp van deze technieken afbeeldingen worden gemaakt met behoud of overdrijving van lokaal contrast om zo een kunstzinnig effect te bereiken.

## Inleiding
De meeste gangbare foto's hebben een klein dynamisch bereik, net als verreweg de meeste digitale camera's en ook beeldschermen. Het menselijk oog heeft echter een zeer groot dynamisch bereik, waardoor zowel in donkere als in lichte partijen veel details kunnen worden waargenomen. Sommige duurdere digitale camera's hebben ook een relatief groot dynamisch bereik en kunnen daarom ook erg donkere en erg lichte delen tegelijkertijd opslaan.

Ook zijn er technieken om enkele foto's snel achter elkaar te maken, met verschillende belichtingstijden (bracketing). Door die foto's te combineren kan een HDR-afbeelding worden samengesteld. Sommige camera's zoals de Pentax K-5 en de Canon Eos 70D kunnen dit zelfstandig uitvoeren.
Veel foto-apps op smartphones detecteren de grote contrast verschillen en passen dit automatisch toe. Vaak is dit een optie in de app die gekozen kan worden.

## Geschiedenis

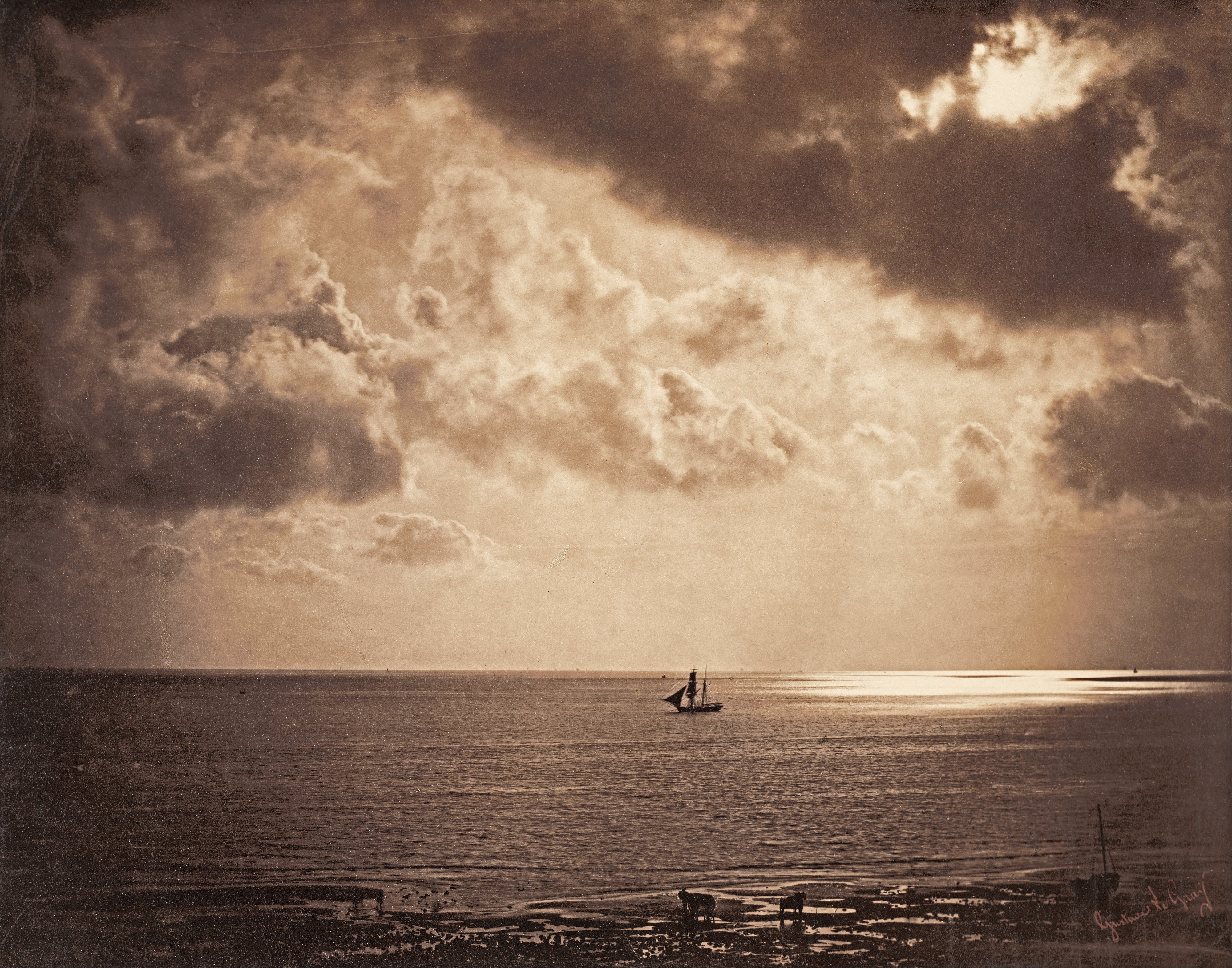
HDR-foto van Gustave Le Gray

Het gebruik van HDR als oplossing voor het overbruggen van een groot helderheidsverschil is niet nieuw. Gustave Le Gray gebruikte dit in de vroege jaren zestig van de 19de eeuw In deze foto gebruikte hij één negatief voor de lucht met een kortere belichtingstijd en één negatief voor het strand met een langere belichtingstijd. Bij het afdrukken werden deze samengevoegd tot één nieuw resultaat.
In de 20ste eeuw is de kwaliteit van de negatieven sterk verbeterd. Het dynamische bereik van een negatief is veel groter geworden, groter dan dat een papieren afdruk aankan. Door de techniek "doordrukken" en "tegenhouden" worden donkere en lichte delen meer of minder belicht in het eindresultaat. Ook hierdoor kunnen grotere contrasten worden weergegeven in één foto. Een goed voorbeeld hiervan is de foto: "Schweitzer with lamp at his desk" van W. Eugene Smith, uit 1954. (Gepubliceerd in november 1954, LIFE magazine, titel van het artikel: "A Man of Mercy" )

## Tonemapping
Als het dynamisch bereik van een HDR-afbeelding wordt verkleind om alles goed te laten zien, wordt de foto flets omdat het contrast dan erg laag is. Er zijn verschillende technieken om een redelijk natuurgetrouwe afbeelding te maken, die toch voldoende detail in de lichte en donkere stukken laat zien. Een van die methoden is tonemapping.

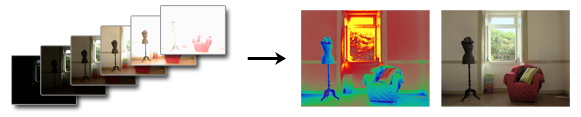
Met een reeks van foto's met verschillende belichtingstijden wordt een HDR-afbeelding gemaakt (in het midden met valse kleuren). Met tonemapping ontstaat een afbeelding (rechts), waar zowel de lichte en donkere stukken goed te zien zijn.

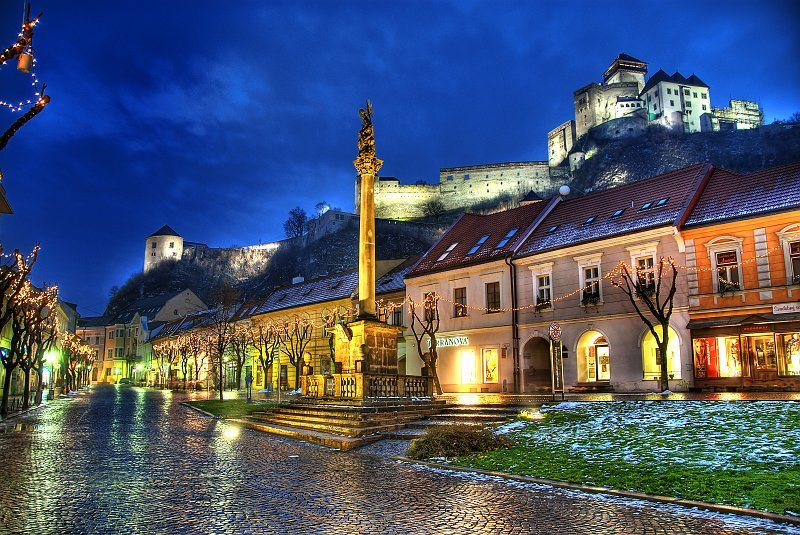
Een foto die nachtfotografie met HDR en tonemapping combineert tot een surrealistische afbeelding.

Binnen de tonemapping methode zijn verschillende technieken mogelijk. Het is ook mogelijk om een surrealistische afbeelding te maken.

## Programma's
Er zijn verschillende programma's die met HDR-afbeeldingen en tonemapping kunnen omgaan.
Een aantal pakketten zijn
- Adobe Photoshop, vanaf versie CS6
- HDR Merge, voorheen Aurora HDR, voor Apple OSX 10.10.5
- Dynamic Photo HDR, geschikt voor Windows
- Nik HDR Efex, voorheen HDR Efex Pro,
- HDR PhotoStudio, voor Mac en Windows
- Luminance HDR, opensourcesoftware voor Mac en Windows[2]
- Hugin voor Linux en Windows is een GUI voor een verzameling open source commandline-utilities om HDR-foto's samen te stellen. Het geïntegreerde pakket biedt meer creatieve mogelijkheden zoals panorama's.[3]
- Oloneo PhotoEngine, voor Mac
- Photomatix Pro; voor Mac en Windows
- PTGui, voor Mac en Windows

Online zijn er websites zoals Fotor.com die dit ook aanbieden.